# Орнітоз
Орніто́з (англ. ornithosis, рідше — англ. psittacosis — пситтакоз) — це зоонозне інфекційне захворювання, яке передається від птахів та яке спричинюють внутрішньоклітинні збудники Chlamydophila psittaci. Характеризується розвитком синдрому інтоксикації і ураженням дихальної системи. Пситтакоз — це окремий випадок орнітозу, при якому зараження людей йде від папуг (папугова гарячка). На певному етапі вважали, що хвороба може передаватися людям тільки від цих птахів, але надалі стало зрозумілим, що велика кількість інших птахів може бути джерелом інфекції. У медичній спільноті продовжують використовувати назву «пситтакоз» на всі випадки орнітозу, ототожнюючи терміни «орнітоз» і «пситтакоз», хоча це не є правильним.

## Історичні відомості
Є припущення, що орнітоз походить з Південної Америки, де відбувався тісний контакт аборигенів з птахами, чиє яскраве пір'я вони часто використовували як прикрасу одежі. Можливо, що домініканський монах Фра Бартоломео описав цю хворобу в Перу у 1615 році як «моровицю, що характеризується гарячкою, нездужанням і сонливістю, яка, головним чином, відбувається в холодні місяці, уражає та вбиває переважно жінок, особливо вагітних».
У 1879 році швейцарський лікар Я. Ріттер встановив зв'язок захворювання людей на незвичайну (атипову) пневмонію з виразною інтоксикацією із зараженням від домашніх папуг та зябликів, спостерігаючи 2 сімейних спалахи, де відбулися смерті 3-х людей. Спалах інфекції, джерелом якої були папуги, завезені з Бразилії, спостерігали й в 1892 році у Парижі, унаслідок чого захворювання й отримало в 1895 році за пропозицією французького лікаря А. Моранжа назву «пситтакоз» (від лат. psittakos − папуга). Найбільша епідемія цього захворювання сталася в 1929—1930 роках, коли хвороба була завезена до 12 країн світу, постраждало до 800 осіб. У тому ж році Cр. psittaci як коко-бацилярну бактерію описали незалежно один від одного німецький мікробіолог В. Левінталь, англійський А. Колс й американський мікробіолог та патолог Р. Ліллі («тільця Левінталя-Колса-Ліллі»). Згодом була визначена роль багатьох інших видів птахів як джерел інфекції, тому назву захворювання за пропозицією американського інфекціоніста К. Ф. Мейєра в 1942 році змінили на «орнітоз» від грец. ΟΡΝΙΣ, в родовому відмінку «ΟΡΝΙΤΟΣ» — птиця.

## Актуальність
Орнітоз реєструють повсюдно. На сьогодні тільки у США до 200 випадків орнітозу виявляють щорічно. Але вважають, що реальні цифри значно більші, оскільки діагностувати це захворювання складно внаслідок нетипового клінічного перебігу, а також широкого застосування як емпіричної терапії макролідів, до яких збудник чутливий. Частіше хворіють особи середнього і старшого віку. В останні роки занепокоєння викликає збільшення випадків в розвинених країнах, що пов'язано із великим імпортом екзотичних птахів.
Збудника орнітозу віднесено до тих біологічних агентів, які офіційно визнано чинниками біологічної зброї.
У лютому 2024 року Австрія, Данія, Німеччина, Швеція та Нідерланди повідомили про збільшення випадків орнітозу, яке спостерігалося у 2023 році та на початку 2024 року, особливо помітне з листопада-грудня 2023 року. Також було зареєстровано п’ять летальних випадків. У більшості випадків повідомлялося про контакт із дикими та/або домашніми птахами.

## Етіологія
Збудника пситтакозу (орнітозу) раніше класифікували як Chlamydia psittaci та відносили до родини Chlamydiaceae. Але в 1999 р. американські мікробіологи К. Еверетт, Р. Буш та А. Андерсон запропонували нову класифікацію цієї родини після аналізу 16S і 23S рРНК генів, морфологічної та іншої генетичної інформації. Нині родина Chlamydiaceae поділена на 2 роди: Chlamydia і Chlamydophila (Cp.). До роду Chlamydia відносять Chlamydia trachomatis — збудника трахоми та уретритів. До роду Chlamydophila відносять Ср. psittaci, Cр. pecorum, Cр. pneumoniae, Ср. abortus, Cp. felis, Cp. caviae. Збудником орнітозу є Chlamydophila psittaci.
Детальніші відомості з цієї теми ви можете знайти в статті Chlamydophila psittaci.

## Епідеміологічні особливості

### Джерело та резервуар інфекції
Резервуаром і джерелом інфекції є свійські і дикі птахи. На сьогоднішній день відомо понад 170 видів птахів, які можуть бути джерелом інфекції. Найбільше епідеміологічне значення мають свійські птахи (особливо качки та індички), кімнатні птахи (папуги, канарки та інші дрібні співочі птахи) і найбільше — міські голуби. Деякі штами Cр. psittaci здатні інфікувати овець, кіз і корів та призводити до розвитку у них хронічної інфекції та абортів. Передача від людини до людини можлива, але вкрай рідко. Такі випадки можуть призвести до тяжчого клінічного перебігу захворювання, ніж у випадку зараження від птахів.

### Механізм і фактори передачі
Механізм передачі — повітряно-крапельний через бронхіальний слиз безпосередньо від хворих птахів, пиловий шлях зараження дрібними часточками висушеного посліду заражених птахів. Останнє відбувається при догляді за птахами, їх годуванні, прибиранні за ними, відвідуванні зоомагазинів, навіть при підстриганні газонів тощо. Описані рідкі випадки інфікування від хворої на орнітоз людини при здійсненні реанімаційних заходів «рот-в-рот».

### Сприйнятливий контингент та імунітет
Захворювання реєструють на всіх континентах крім Антарктиди. Орнітоз є професійним захворюванням робітників зоопарків, зоомагазинів, птахівників і тваринників. Захворювання виникають в періоди масового забою птахів, завезення нових партій їх тощо. При побутовому інфікуванні чіткої сезонності не відмічають, частіше спостерігають спорадичні захворювання, хоча можливі й невеликі родинні спалахи. Сприйнятливість людей висока, постінфекційний імунітет нетривалий і ненапружений, описані повторні випадки захворювання.

## Патогенез
Вхідними воротами є слизові оболонки всіх відділів дихальних шляхів, у тому числі дрібні бронхи та альвеоли. Відбувається накопичення і розмноження Cр. psittaci в епітеліальних клітинах, в утворення системи мононуклеарних фагоцитів (СМФ). При руйнуванні уражених клітин хламідофілії, продукти їх розпаду і життєдіяльності потрапляють в кров, що обумовлює розвиток синдрому інтоксикації. Хламідофілії з потоком крові можуть проникати у всі органи і тканини — легені, центральну нервову систему (ЦНС), серцево-судинну систему (ССС), печінку. Це призводить до можливості розвитку поліорганних уражень. Збудники орнітозу здатні до тривалої внутрішньоклітинної локалізації (персистенції), що обумовлює можливість рецидивуючого перебігу захворювання.

## Клінічні прояви

### Класифікація
Згідно МКХ-10 в розділі "Деякі інфекційні та паразитарні хвороби, у блоці «Інші хвороби, що спричинюють хламідії» виділяють А70 — «Інфекція, яку спричинює C. psittaci».

### Характеристика типового перебігу
Інкубаційний період, як правило, становить 5 — 14 днів, максимальний зареєстрований — 54 дні. Захворювання частіше починається гостро, з підвищення температури до 38-39°С. Спостерігають усі неспецифічні ознаки синдрому інтоксикації: слабкість, озноб, підвищене потовиділення, міальгії, ломоту в суглобах, головний біль. Гарячка носить постійний або ремитуючий характер, триває декілька тижнів. Деякі хворі скаржаться на біль у горлі, порушення сну і апетиту. Інколи можливі нудота, блювання і рідкі випорожнення, або, навпаки, закріпи. Часто на 1-му тижні захворювання формується гепатолієнальний синдром (одночасне збільшення печінки та селезінки). При об'єктивному огляді в частини хворих виявляють кон'юнктивіт. Буває розвиток епісклериту, який проявляється відчуттям печії, «піску в очах», болем при русі очних яблук, інколи зниженням зору. Можливі зміни з боку очного дна. Язик потовщений, обкладений, можливі відбитки зубів по краях його. Спостерігають схильність до брадикардії і зниженого АТ. У деяких хворих з'являється безсоння, зміни психоемоційної сфери (збудження, дратівливість і плаксивість, або, навпаки, загальмованість, апатія), можуть виявляти симптоми подразнення мозкових оболон. Хворі астенізовані, емоційно лабільні. Можливе виявлення неврологічної симптоматики у вигляді тремору пальців рук, тремтіння язику при висовуванні, парестезії в кистях рук, невриту трійчастого нерва. У окремих хворих на шкірі з'являються неяскраві червоні плями, що демонструють схожість з розеолами (плями Хордера). Рано з'являється кашель, сухий або із слизовим харкотинням (3-4-й день хвороби). Хворі скаржаться на відчуття паління за грудниною, сиплість голосу. При розвитку пневмонії задишку спостерігають рідко, дані перкусії мізерні, при аускультації вислуховують сухі хрипи, рідше — одиничні дрібнопухирчасті.

### Інші варіанти клінічного перебігу
До рідких варіантів орнітозу відносять випадки захворювання без ураження легень, які перебігають з помірною гарячкою, болем в горлі, міальгіями, розвитком гепатолієнального синдрому. Відомі орнітозний серозний менінгіт, що інколи поєднується з пневмонією, а також менінгоенцефаліт із розвитком полінейропатії, парезів і паралічів (голосових складок, нижніх кінцівок).

### Стадія реконвалесценції
Інколи повне одужання настає вже через 10-15 днів, але досить рідко захворювання стає ремітуючим з подальшими рецидивами. Ранні рецидиви розвиваються через 2-4 тижні після гострої фази, пізні — через 3-4 місяці. Розвиток рецидивів хвороби пояснюють внутрішньоклітинним паразитуванням Cр. psittaci.

### Перебіг уражень, які спричинює Ср. pneumoniae
У людей можуть виникати бронхіти та пневмонії, спричинені Ср. pneumoniae. За клінічною картиною вони нагадують легкий та середньотяжкий перебіг орнітозу, практично не розвиваються неврологічні ушкодження та психічні розлади.

## Ускладнення
До них належать гломерулонефрит, тубулоінтерстіциальний нефрит, синдром внутрішньосудинного згортання крові (ДВЗ-синдром), реактивні артрити, поліартрити, міокардити, ендокардити, поліневрити тощо. До появи антибактеріальної терапії летальність від цього захворювання складала 15 — 20 %; після появи антибіотиків широкого спектра дії значно скоротилась та становить менше 1 %.

## Діагностика

### Клінічна діагностика
Діагноз обґрунтовують на підставі клінічних проявів хвороби, епідеміологічних критеріїв — нерідко групового, професійного характеру захворювання у працівників птахоферм, інших хазяйств, які займаються птахами.

### Лабораторна та інструментальна діагностика
У загальному аналізі крові виявляють лейкопенію або нормальну кількість лейкоцитів (нормоцитоз), відносний лімфоцитоз, часто анеозінофілію, ШОЕ підвищена або в межах вікової норми. У сечі нечасто спостерігають помірну протеїнурію. При рентгенологічному дослідженні органів грудної клітки спостерігають неспецифічні зміни: рідко інфільтративні утворення в нижніх відділах легенів, а частіше — розширення легеневого коріння, посилення легеневого рисунку. Рентгенологічна динаміка розсмоктування вогнищ пневмонії плине повільно.

### Специфічна діагностика
Серед специфічних методів підтвердження діагнозу використовують реакцію мікроіммунофлюоресценції та полімеразну ланцюгову реакцію (ПЛР), які допомагають встановити діагноз вже на ранніх стадіях захворювання. Реакція мікроіммунофлюоресценції недоступна на сьогодні для застосування у широкомасштабній клінічній практиці. Серологічні тести є основою діагностики, але через затримку появи специфічних антитіл вони не можуть бути застосовані для швидкого підтвердження діагнозу. Реакція зв'язування комплементу (РЗК) може давати хибно позитивні результати внаслідок перехресного реагування з іншими хламідійними інфекціями, що необхідно враховувати при встановлені діагнозу. Імуноферментний аналіз (ІФА) та реакцію імунофлюоресценції (РІФ) також використовують для діагностики цього захворювання. Кров досліджують двічі — на початку захворювання та через 2 тижні, щоб підтвердити 4-кратне зростання титру специфічних антитіл.
Культивування Cр. psittaci можливе, але у широкомасштабній клінічній практиці його не застосовують через високий рівень загрози інфікування співробітників лабораторії. Іноді при біопсії тканин можна знайти Cр. psittaci всередині макрофагів.

## Лікування
Препаратами для лікування орнітозу нині є азитроміцин перорально 0,5 г на добу 7-10 діб або доксициклін 0,2 г на добу, тривалість лікування яким 2-3 тижні для запобігання рецидиву захворювання, хоча клінічний ефект наступає протягом 24-72 годин. Для лікування тяжких випадків застосовують парентерально моксифлоксацин 0,4 г на добу в залежності від клінічної ситуації.

## Профілактика
Протиепідемічні заходи включають боротьбу з орнітозом серед свійських птахів, регулювання чисельності голубів, обмеження контакту з ними. Важливим є дотримання ветеринарно-санітарних правил при ввезенні з-за кордону птахів, перевезенні та утриманні птахів в птахівницьких господарствах, зоопарках. При ввезенні в країну птахів застосовують карантин. Під час орнітозу на птахофермах і підприємствах, що займаються переробкою пера і пуху, проводять санітарно-ветеринарні заходи. Хворих птахів знищують, приміщення піддають дезінфекції. Персонал забезпечують спецодягом і дезінфекційними засобами. За особами, що підлягали ризику зараження, встановлюють медичний нагляд терміном на 30 днів. Доцільним є проведення екстреної профілактики доксицикліном протягом 10 діб.

## Джерело
- Pneumonia | Psittacosis | CDC  [Архівовано 23 липня 2016 у Wayback Machine.] (англ.)
- Klaus-Dieter Lessnau, Farhad Arjomand, Dora E Izaguirre, Jesus Lanza Psittacosis Medscape/Infectious Diseases (Chief Editor Burke A Cunha)  [Архівовано 9 березня 2016 у Wayback Machine.] (англ.)
- Інфекційні хвороби (підручник) (за ред. О. А. Голубовської). — Київ: ВСВ «Медицина» (2 видання, доповнене і перероблене). — 2018. — 688 С. + 12 с. кольор. вкл. (О. А. Голубовська, М. А. Андрейчин, А. В. Шкурба та ін.) ISBN 978-617-505-675-2